# Balou
Balou (Eslovènia, 2002–Mèles, Comenge, 4-6 de juny de 2014) va ser un os bru que va ser translocat per l'estat francès als Pirineus el 2006 en el marc d'un programa de reintroducció de l'os a la serralada. El seu nom és una referència a l'os Baloo, personatge de la novel·la El llibre de la selva, de Rudyard Kipling.
Balou va ser alliberat el 2 de juny de 2006 a Arbast, Alta Garona amb l'objectiu de que proporcionés diversitat genètica a la població pirinenca i poder fer front a la consanguinitat, donat que gairebé tots els ossos nascuts als Pirineus en aquell moment tenien el mateix pare: Pyros. Però l'operació no tingué l'èxit desitjat i Balou no es va reproduir durant diversos anys, continuant Pyros sent l'únic mascle dominant de la regió.
El 2014 Balou va morir de forma accidental per l'impacte d'un llamp. Posteriorment es va saber que uns dies abans del seu decés s'havia aparellat amb la femella Plume, a la que hauria fecundat i que va donar a llum l'any següent a Cachou, l'únic fill pòstum de Balou.
A la tardor del 2019, Cachou es tornà conegut a la serralada per protagonitzar diversos atacs a bestiar equí i la primavera de l'any següent va morir enverinat a la Vall d'Aran, sense haver deixat descendència coneguda.

## Context
L'os bru als Pirineus es trobava al llindar de l'extinció local a la serralada a finals del segle xx, quan només quedaven 4 o 5 exemplars autòctons, degut a la persecució directa per l'home a que es veié sotmesa aquesta població. A partir de mitjans dels anys 90 s'emprengueren diverses mesures per revertir aquesta situació, guanyant molt protagonisme el reforç poblacional mitjançant la translocació d'individus reproductius originaris d'Eslovènia, on resideix una població viable de la mateixa subespècie europea. Entre el 1996 i el 2018 es van translocar 11 exemplars des d'aquest país balcànic (10 a França i 1 Catalunya)
Des de l'inici del programa es van registrar naixements d'ossos als Pirineus i a l'últim cens oficial, divulgat el 2019, s'informaren 52 exemplars vius, entre cadells, sub-adults i ossos adults. Tot i això, la població d'ossos bruns a la serralada continua estant catalogada en perill crític en l'última revisió de la llista vermella de la Unió Internacional per a la Conservació de la Natura (UICN), del 2018.
El reforçament de la població de l'os bru als Pirineus es va iniciar l'any 1996 amb una subvenció del programa Life de la Unió Europea de conservació i protecció d'espècies. Tot i les protestes aquell any, França va alliberar a Melles (Alta Garona) dos exemplars: les osses Živa i Melba, i el 1997, un mascle, en Pyros, tots procedents d'Eslovènia. L'origen va ser seleccionat atenent estudis que demostren que els ossos balcànics, del sud d'Escandinàvia, i els del sud i sud-oest d'Europa pertanyen a una única línia genètica, que s'explica pel fet que es va produir un refugi durant l'última glaciació al sud d'Europa. Translocar ossos del cantàbric, encara més propers genèticament que els balcànics, no era una opció sobre la taula donada la complicada situació en què aleshores també es trobava aquesta altra població ibèrica, catalogada en perill d'extinció.
La reintroducció de l'os als Pirineus suscita des de l'inici de la seva implantació importants adhesions i oposicions en el conjunt de la societat, amb partidaris i detractors que s'articulen en diversos grups d'influència. La principal resistència es deu al fet que un cop alliberats al nou medi pirinenc, els animals translocats i els seus descendents, així com succeïa amb els anteriors ossos autòctons, poden atacar de forma oportunista a la ramaderia i l'apicultura.
Al 2004, l'última ossa reproductora autòctona, Cannelle, fou morta a trets per un caçador que al·legà legítima defensa, al Bearn occità. L'Estat francès, després de signar un protocol internacional de col·laboració amb Andorra i Espanya, va alliberar cinc nous ossos l'any 2006. Van ser quatre femelles i un sol mascle. Tres de les femelles van morir de forma traumàtica per atropellament, despenyament i arma de foc. Només una va aconseguir reproduir-se –Hvala– i el mascle, Balou, va morir per l'impacte d'un llamp el 2014, deixant un fill pòstum –Cachou– que nasqué al 2015, però que morí enverinat al 2020 i sense descendència coneguda.
L'evolució demogràfica, des dels primers progenitors, ha estat positiva als Pirineus centrals (Val d'Aran, Pallars Sobirà, Alta Garona i Arieja): s'han obtingut primeres i segones generacions, tot completant el cicle biològic, i no han aparegut problemes d'adaptació. Durant els primers 10 anys, el nombre d'ossos es va estancar entre els 10 i 12 exemplars. Posteriorment, i gràcies al nou reforç del 2006, la població va experimentar un nou increment fins als 30 individus, que ocuparen territoris de gran qualitat dins de la Xarxa Natura 2000.

## Biografia
Balou fou capturat a la reserva de Jelen amb un fusell amb dard hipodèrmic la nit del 31 de maig a l'1 de juny del 2006. Va ser alliberat a Arbast (Alta Garona), el 2 de juny del 2006, poques setmanes després que ho fossin les femelles Françska, Hvala i Palouma. Balou tenia només 4 anys i pesava 88 kg. La seva translocació estava patrocinada per Fanny Ardant i Gérard Depardieu.
L'anàlisi de les dades GPS transmeses des del collar tramissor que se li havia col·locat abans de ser alliberat mostraren que Balou, durant 19 dies, es va allunyar 61 km dels Pirineus centrals. Desplaçant-se per boscos de terres baixes l'os va arribar fins a 30 km al sud de Tolosa. El 10 de juny fou capturat de nou i alliberat a Banhèras de Luishon després que li canviessin el collaret transmissor.
El 7 setembre de 2008 va se ferit d'un tret a la pota davantera dreta durant una batuda de senglar a Pradas, Arieja. Una foto posterior mostrava que coixejava, però tenia bon aspecte.
Balou es va moure per tot el Pirineu central entre l'Alta Garona, l'Arieja i el municipi de l'Alt Aneu, al Pallars Sobirà i va ser l'os més detectat pels equips de seguiment. Va ser vist en 99 ocasions.
El 2010 va fer un viatge dispersant cap a l'est de la cadena pirinenca, pel Departamente de l'Aude, arribant a la serra de les Corberes, arribant a pocs quilòmetres de Narbona. Es tractava d'un desplaçament típic d'un mascle a la recerca de femelles.
Les últimes imatges de vídeo enregistrades daten del 24 de maig del 2014 a Mèles, quan intentava acostar-se a un grup de femelles.
Però el 9 de juny de 2014 es va trobar el seu cos mort a Mèles. Les primeres troballes conduïren a la hipòtesi que va morir per l'impacte d'un llamp entre el 4 i el 6 de juny de 2014, en aquest mateix municipi de l'Alta Garona. Balou no va aconseguir guanyar contra Pyros, el mascle dominant, la partida per l'hegemonia reproductiva, però les anàlisis genètiques van poder demostrar que és el pare de Cachou, l'ossall de Plume nascut el 2015.
Com Cannelle, Palouma i Papillon abans que ell, el cadàver de Balou es va recuperar per a la seva conservarció i exposició al museu de Tolosa de Llenguadoc. No obstant això, les seves restes estaven massa danyades com per a dissecar-les i només el seu esquelet es preservà per a ser exposat al museu.
Tan bon punt va morir, les dues associacions conservacionistes Ferus i Pays de l'Ours-Adet van demanar a la ministra d'Ecologia Ségolène Royal que el reemplacés amb un altre os d'Eslovènia. Aquesta petició es demanava per tal d'assegurar el manteniment d'un mascle reproductor, doncs del 1997 al 2014, 24 dels 28 cadells nascuts als Pirineus centrals, tenien Pyros com a pare (alguns també tenen Pyros com a pare i avi), cosa que plantejava problemes de consanguinitat.
Aquell mateix any 2014, es posà en marxa el programa PirosLife, financiat per la Unió Europea i que cercava consolidar el futur de l'os bru als Pirineus. Una de les principals accions que preveia el programa era justament la introducció d'un nou mascle d'os bru. El juny de 2016, al Parc Natural de l'Alt Pirineu, a Catalunya, es va alliberar Goiat, un mascle de nou anys procedent de la mateixa Reserva de Caça de Jelen, a Eslovènia, de la que provenia Balou.